# Cova de s'Homonet
La cova de s'Homonet, situada prop de Son Ribot, entre els termes municipals de Sant Llorenç des Cardassar i Manacor, és un jaciment arqueològic de Mallorca. Aquesta cova, excavada en el marès durant la prehistòria, és un exemple de les coves artificials utilitzades principalment durant l'edat del bronze a Mallorca.
La cova presenta una planta de forma allargada i lleugerament rectangular, amb banquetes laterals als costats més llargs i diverses petites cavitats o cubicles a les parets laterals. Té unes dimensions aproximades de 9 metres de llargada per 3,5 metres d'amplada. L'accés a l'interior probablement es feia a través d'un vestíbul a cel obert, també excavat a la roca.
Un dels elements més destacats de la cova són els gravats a les parets, d'origen imprecís, que inclouen formes antropomorfes. Aquestes decoracions la fan única, tot i que, pel que fa a la seva estructura, segueix el model típic de les coves artificials de l'edat del bronze.